# Європейська народна партія
Європейська народна партія (англ. European People's Party, EPP) — об'єднана загальноєвропейська політична партія, яка поєднує окремі національні християнсько-демократичні та консервативні партії. Чисельно є найбільшим загальноєвропейським партійним об'єднанням Європи. Заснована 1976 року.

## Структура
- об'єднує 72 правоцентристських партій-членів з 39 країн[джерело?];
- має 7 керівників урядів (5 в ЄС + 2 в країнах, що не є членами ЄС);
- 10 Єврокомісарів (включно з президентом Європейської комісії);
- має представника партії на посаді президента Європейського парламенту;
- має найбільшу фракцію в Європейському парламенті, яка включає 175 європарламентарів.

## Президенти ЄНП
| Ном. | Фото | Ім'я                        | Термін    | Партія                       | Країна     |
| ---- | ---- | --------------------------- | --------- | ---------------------------- | ---------- |
| 1    |      | Лео Тіндеманс (1922–2014)   | 1976–1985 | CD&V                         | Бельгія    |
| 2    |      | Піт Букман (1934—2022)      | 1985–1987 | CDA                          | Нідерланди |
| 3    |      | Жак Сантер (нар. 1937)      | 1987–1990 | CSV                          | Люксембург |
| 4    |      | Вілфрід Мартенс (1936–2013) | 1990–2013 | CD&V                         | Бельгія    |
| 5    |      | Жозеф Доль (нар. 1947)      | 2013–2019 | Республіканці (Франція)      | Франція    |
| 6    |      | Дональд Туск (нар. 1957)    | 2019–2022 | Громадянська платформа       | Польща     |
| 7    |      | Манфред Вебер нар. 1972     | з 2022    | Християнсько-соціальний союз | Німеччина  |

## Європейська рада
ЄНП станом на квітень 2024 року має 12 із 27 глав держав та урядів у Європейській раді:
| Країна     | Представник        | Титул                       | Партія   | Починаючи з       | Фото |
| ---------- | ------------------ | --------------------------- | -------- | ----------------- | ---- |
| Австрія    | Карл Негаммер      | Федеральний канцлер Австрії | ÖVP      | 6 грудня 2021     |      |
| Греція     | Кіріакос Міцотакіс | Прем'єр-міністр Греції      | ND       | 8 липня 2019      |      |
| Ірландія   | Саймон Гарріс      | Прем'єр-міністр Ірландії    | Фіне Гел | 9 квітня 2024     |      |
| Латвія     | Евіка Сіліня       | Прем'єр-міністр Латвії      | V        | 15 вересня 2023   |      |
| Литва      | Інґріда Шимоніте   | Прем'єр-міністр Литви       | TS-LKD   | 11 грудня 2020    |      |
| Люксембург | Люк Фріден         | Прем'єр-міністр Люксембургу | CSV      | 17 листопада 2023 |      |
| Румунія    | Клаус Йоганніс     | Президент Румунії           | PNL      | 21 грудня 2014    |      |
| Португалія | Луїш Монтенегру    | Прем'єр-міністр Португалії  | PSD      | 2 квітня 2024     |      |
| Польща     | Дональд Туск       | Прем'єр-міністр Польщі      | KO       | 13 грудня 2023    |      |
| Фінляндія  | Петтері Орпо       | Прем'єр-міністр Фінляндії   | Kok.     | 20 червня 2023    |      |
| Хорватія   | Андрей Пленкович   | Прем'єр-міністр Хорватії    | HDZ      | 19 жовтня 2016    |      |
| Швеція     | Ульф Крістерссон   | Прем'єр-міністр Швеції      | M        | 18 жовтня 2022    |      |

## Європейська народна партія та Україна
Українські політичні партії Батьківщина, Об'єднання Самопоміч, Рух, УДАР, Європейська Солідарність є спостерігачами у Європейській народній партії.
Також Батьківщина молода, Демократичний альянс та Молодий Народний Рух є повноправними членами Молоді Європейської народної партії. Молодь Європейської народної партії є молодіжною організацією Європейської народної партії, існує з 1998 року.
10 березня 2023 року Європейська Солідарність отримала статус асоційованого члена Європейської Народної партії.